# La Guantera
La Guantera és una masia situada en el terme municipal de Moià, a la comarca catalana del Moianès. Està situada al nord del terme de Moià, a prop del límit amb l'Estany i Muntanyola. És a prop i a migdia de la Monjoia, al sud-est de la masia de Garfís i a la dreta del torrent de Garfís. Forma part de l'Inventari del Patrimoni Arquitectònic de Catalunya.

## Descripció
És una casa petita, de planta rectangular, amb coberta a doble vessant i amb el carener paral·lel a la façana. La casa salva un desnivell del terreny presentant dues plantes al cantó de la façana i tres plantes als darreres. S'accedeix a l'habitatge per un portal rectangular, de la façana de llevant. La casa presenta poques obertures, i les que té són finestres petites. Un cos petit, rectangular, ha estat adossat al SW. Als darreres té també un cos adossat, de dues plantes, amb els baixos porxats formant dues grans voltes, que comuniquen amb l'habitatge mitjançant una trapa.

## Història
El mas és documentat des del segle xv, pertanyia a la parròquia de Ferrerons, de Moià. L'any 1672, el mas del Masot de Moià va comprà aquest mas i hi creà una masoveria. El mas va ser cremat pels francesos i reconstruït l'any 1843. El mas va generar el cognom "Guantera". L'estructura porxada dels darreres és característica de casa ramadera.